# Yūji Nakayoshi
Yūji Nakayoshi (jap. 中吉 裕司, Nakayoshi Yūji; * 4. September 1972 in der Präfektur Tokio) ist ein ehemaliger japanischer Fußballspieler.

## Karriere
Nakayoshi erlernte das Fußballspielen in der Schulmannschaft der Toin Gakuen High School und der Universitätsmannschaft der Komazawa-Universität. Seinen ersten Vertrag unterschrieb er 1995 bei Toshiba (Consadole Sapporo). Der Verein spielte in der zweithöchsten Liga des Landes, der Japan Football League. 1997 wurde er mit dem Verein Meister der Japan Football League. 1998 wechselte er zum Ligakonkurrenten Oita Trinity (heute: Oita Trinita). Ende 1999 beendete er seine Karriere als Fußballspieler.